# 同益棧

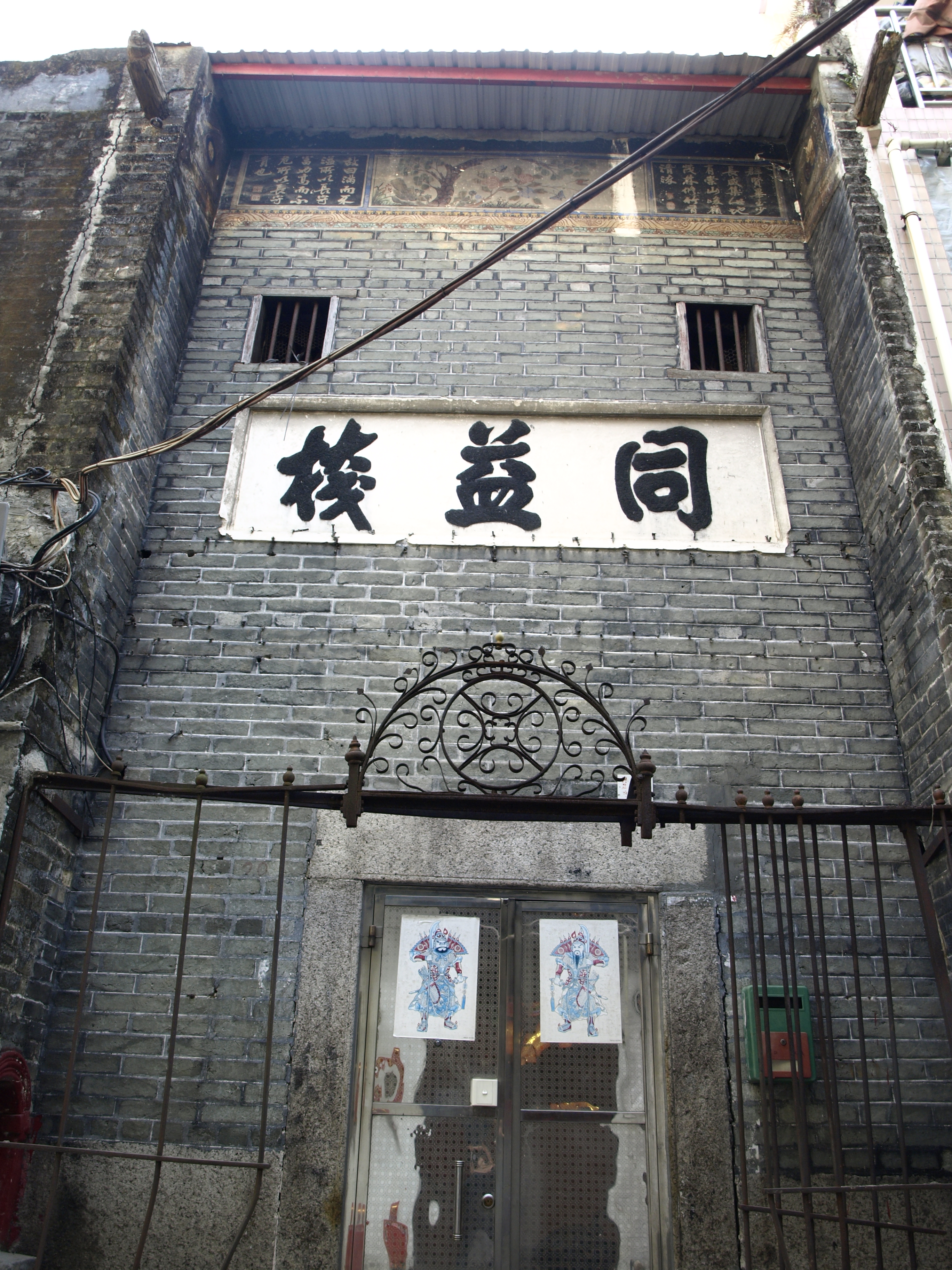
同益棧

同益棧是香港現存唯一的清代客棧，位於新界元朗元朗舊墟利益街20號A及21號，其建築年份已不可考，但相信建於英國接管新界的1899年前，已有超過110年歷史。建築別具特色，見證時代變遷，現已被古物古蹟辦事處列為一級歷史建築。
1699年，鄧氏鄧文蔚建立元朗舊墟，為新界西北地區的居民提供銷售農作物及日常生活必須品的場地，此後數百年來元朗舊墟車水馬龍，商業活動繁盛，墟內聚集了不少商店、客棧、民居和廟宇，同益棧是專門招待在墟日期間來自各鄉的商旅的旅館。1899年英國接管新界之前，區內名為太平公局的抗英組織成員亦曾居於此。同一街道的另一幢建築物，是晉源押，建於1910年，距今已有99年歷史，是全港第一間的押店，同益棧及晉源押是舊墟內兩所最具歷史價值的商業建築。1915年元朗新墟成立，舊墟逐漸衰落，同益棧變成了住宅用途至今。
同益棧樓高兩層，以青磚建成，並以堅固花崗岩為基石。外形古色古香，石牆上雕刻了雀鳥圖案，正門上的大招牌雕上同益棧三字。